# Pildești, Neamț

Primire în Pildești.

Pildești (în maghiară Kelgyest) este un sat în comuna Cordun din județul Neamț, Moldova, România. Este situată la 10 km nord-vest de orașul Roman, pe malul stâng al râului Moldova și aproape de vărsarea pârâului Ciurlac în acesta.
Este un sat compact, specific zonelor de câmpie, și are ca vecini următoarele localități: la est – Săbăoani, la sud – Simionești, la vest – Corhana, iar la nord – Gherăești. Actualmente, satul Pildești face parte din județul Neamț, situat în partea estică a acestuia, fiind unul din cele 347 de sate componente.
Componența lingvistică a comunei Pildești (estimare de Tánczos Vilmos/2012)
     Nu vorbește în limba maghiară (73%)
     Vorbește limba maghiară, dar limba maternă este română (15%)
     Limba maternă este maghiară (12%)